# ギュンター・クヴァント
ギュンター・クヴァント（Günther Quandt、1881年7月28日 - 1954年12月30日）は、ドイツの実業家である。
今日、自動車会社のBMW、製薬会社のアルタナ（Altana）、電池製造のファルタ（VARTA）などを所有・支配するクヴァント家を築いた。
ナチス幹部のヨーゼフ・ゲッベルスの妻・マクダ・ゲッベルスの最初の夫としても知られる。

## 概要
ドイツ・ブランデンブルク州プリッツヴァルクに生まれる。
ギュンターは繊維工場を経営している最中、第一次世界大戦が勃発し、軍服の生産を行ない、富を築いた。ギュンターは1906年に結婚し、第1子ヘルムート、第2子ヘルベルトの2人の息子に恵まれる。しかし、妻であるトニはスペイン風邪によって、1918年に死去する。1919年4月、ギュンターは当時17歳のマクダ・フリートレンダーと出会い、1921年に結婚する。1921年11月1日、長男のハラルト・クヴァントが生まれる。しかし、ギュンターは家庭を省みず、仕事にかかりっきりであったため、マクダとはすぐに不和になる。また、不和になったその他の原因としては、マクダとギュンターは元々相性が良くなく、マクダと仲が良かったギュンターの前妻の息子ヘルムートが死去したことも原因の一つであったとされる。
第一次世界大戦敗戦後、ドイツではヴェルサイユ条約によって多額の賠償金を科せられ、これが遠因となりハイパーインフレに陥る。ドイツでハイパーインフレの嵐が吹き荒れる中、ギュンターは積極的に企業買収を行ない、1923年には、バッテリーメーカーのアキュムラトーレン・ファブリック(AFA)を買収、1928年にはドイツ武器弾薬製造社(DWM)を買収する。ドイツ武器弾薬製造社は、社名こそ武器製造という名称が入っていたが、第一次世界大戦敗戦により、武器は製造できず、ミシンや、調理器具を製造していた。
マクダはその後、ナチス幹部のヨーゼフ・ゲッベルスと再婚した。クヴァントとマクダの間に生まれたハラルトはゲッベルスの養子となった。後にナチ党が政権を掌握し、ゲッベルスが国民啓蒙・宣伝大臣に就任して国家の最高指導部に列したため、この「血縁関係」はクヴァントの事業に大いに資するところとなる。
ギュンターは、1933年5月1日に、ナチスに入党する。党員番号は263万6406番。なお、戦後ギュンターはナチス党に入党していなかったと主張していたが、入党の事実が明らかになると、ゲッベルスに入党を強制されたと主張するも、ゲッベルスの日記にはギュンターの入党を強制したという記載はなく、むしろギュンターは入党に意欲的だったと記されている。ギュンターはナチス党入党の2日後の1933年5月3日に、海外への資金流出などの容疑で逮捕され、同年6月に400万ライヒスマルクを支払い、釈放される。釈放後は、自身が経営する会社のユダヤ人の役員を解雇するなどして、ユダヤ人排斥に関与した。ギュンターは、DWM社の役員で、フランクフルト大学の冶金学教授のゲオルク・サックスを雇っていたが、彼はユダヤ人であったため、ニュルンベルク法施行後、解雇した。ギュンターは、ゲオルクのアメリカへの移住費用や出国税などの金銭面の援助を行ない、1936年秋、ゲオルクはアメリカへと移住できた。この行為が、戦後ギュンターが命拾いする要因となる。
独ソ戦勃発後、ギュンターが経営するDWMは武器製造によって、AFAは軍用バッテリーを製造し、繊維工場は軍服を作るなどして多額の利益を上げていた。ギュンターの事業は拡大し、戦争捕虜やポズナンに住む住民などを強制労働に動員し、その人数は推定で5万7500人に上った。彼ら強制労働者は、バッテリー工場で鉛を扱う部門では、防毒マスクを供与されずに働かされるなど、劣悪な環境で働かされた。
1945年4月25日、ギュンターは、ベルリンを脱出しスイスへと逃亡を図った。一方、スイス側はギュンターがヒトラーの資金支援者であることを把握していたため、入国を拒否した。こうして、ギュンターはバイエルン州へと逃亡した。ギュンターは1946年6月半ばに、CICに拘束され、ギュンターはニュルンベルク継続裁判の被告候補リストに名前を連ねていた。ギュンターは関係各位を通じて、自身の身の潔白を証明する発言や書類を収集し、その中には、アメリカへの渡航費用を工面したゲオルク・サックスもいた。また、ギュンターは拘束中に、回想録を執筆し、自身をナチスの犠牲者と仕立て上げ、強制労働については一切触れなかった。これら、ギュンターの根回しが功を奏し、ニュルンベルク継続裁判の被告から外された。その後、ギュンターには非ナチ化裁判が控えていた。この時も、ギュンターは、武器製造はナチスの命令によるものであり、ナチス入党はゲッベルスに強制されたものである、などと言った虚偽証言と、虚偽証言の裏付けを予め取っておくなどの根回しが功を奏した。結局、判決は、（ギュンターは）ナチスに扇動され、ナチス入党も強制されたものであるとされた。
こうして、自由の身となったギュンターであったが、1950年には軽い脳卒中に見舞われ、1954年12月30日、旅行先のエジプト・カイロで死去した。

## クヴァント家
ナチス・ドイツの敗戦後、所有する会社は一時没収されたものの後に取り戻し、一族は次男であるヘルベルト・クヴァントを中心として再び富を築くことに成功した。ギュンターの遺産は、5550万マルクに上り、これは2024年時点の通貨では、1億3500万ドルに相当する。
現在、ドイツの長者番付100位に名を連ねる同家の人物は8名にも達し、ヘルベルトの妻ヨハンナ・クヴァント、その息子シュテファン・クヴァントと娘ズザンネ・クラッテンは経済誌フォーブスが発表する世界長者番付の常連でもある。
他方、一部のメディアから同家はナチス時代の強制徴用と強制労働の事実を認めず、生存している被害者からの賠償請求も受け付けなかったと批判されている。

## ナチス時代の真実
ドイツ公共放送は2007年10月1日、クヴァント家が過去に行った上述の悪行とナチスへの政権援助を暴き、その後の責任逃れを追及するドキュメンタリー番組を放送した。放送は予告なしに行われ（同家による妨害を避けるためと思われている）、大きな反響を呼んだ。